# Celedonio Calatayud Costa
Celedonio Calatayud Costa (Pedreguer, Marina Alta, 29 d'octubre de 1880 - Madrid, 24 de gener de 1931) va ser un metge radiòleg, científic, i investigador valencià, els assoliments del qual van tenir una gran rellevància internacional en l'àmbit mèdic.
Va ser un dels pioners de la radiologia a Europa, fundador de la Societat Espanyola de Radiologia i Electrología Mèdica, impulsor i primer catedràtic de la càtedra de Radiologia i Electrologia Mèdiques a la Universitat Central (actual Universitat Complutense de Madrid), impulsor i ideòleg del primer Congrés Nacional de Medicina celebrat a Madrid l'any 1919, precursor de la utilització de la diatermia en la terapèutica ginecològica, fundador de la Revista Espanyola d'Electrologia i Radiologia i la revista Tribuna Mèdica, i autor de diversos treballs sobre electrologia, roentgenología i radioteràpia.

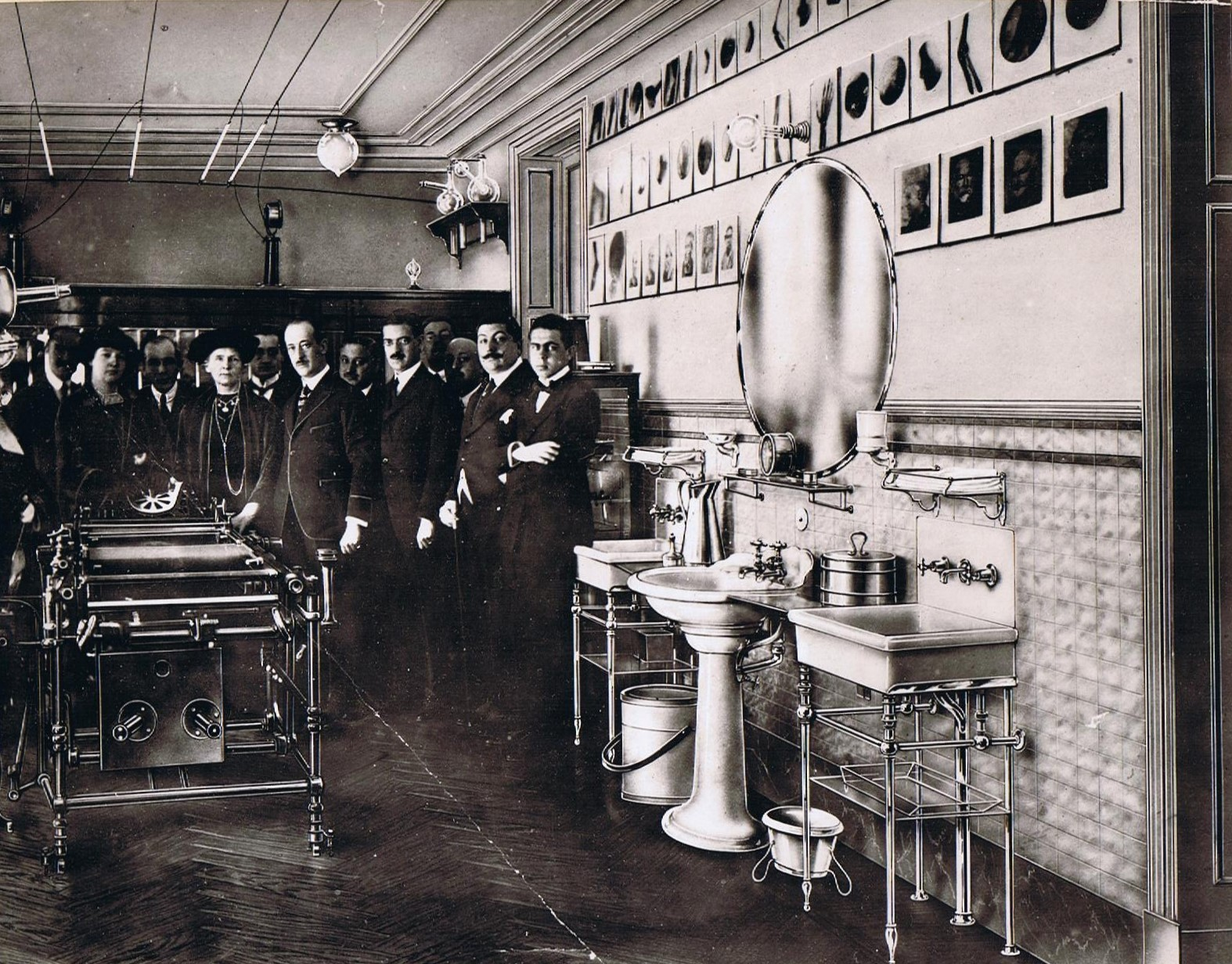
Marie Curie a l'institut radiològic de Celedonio Calatayud

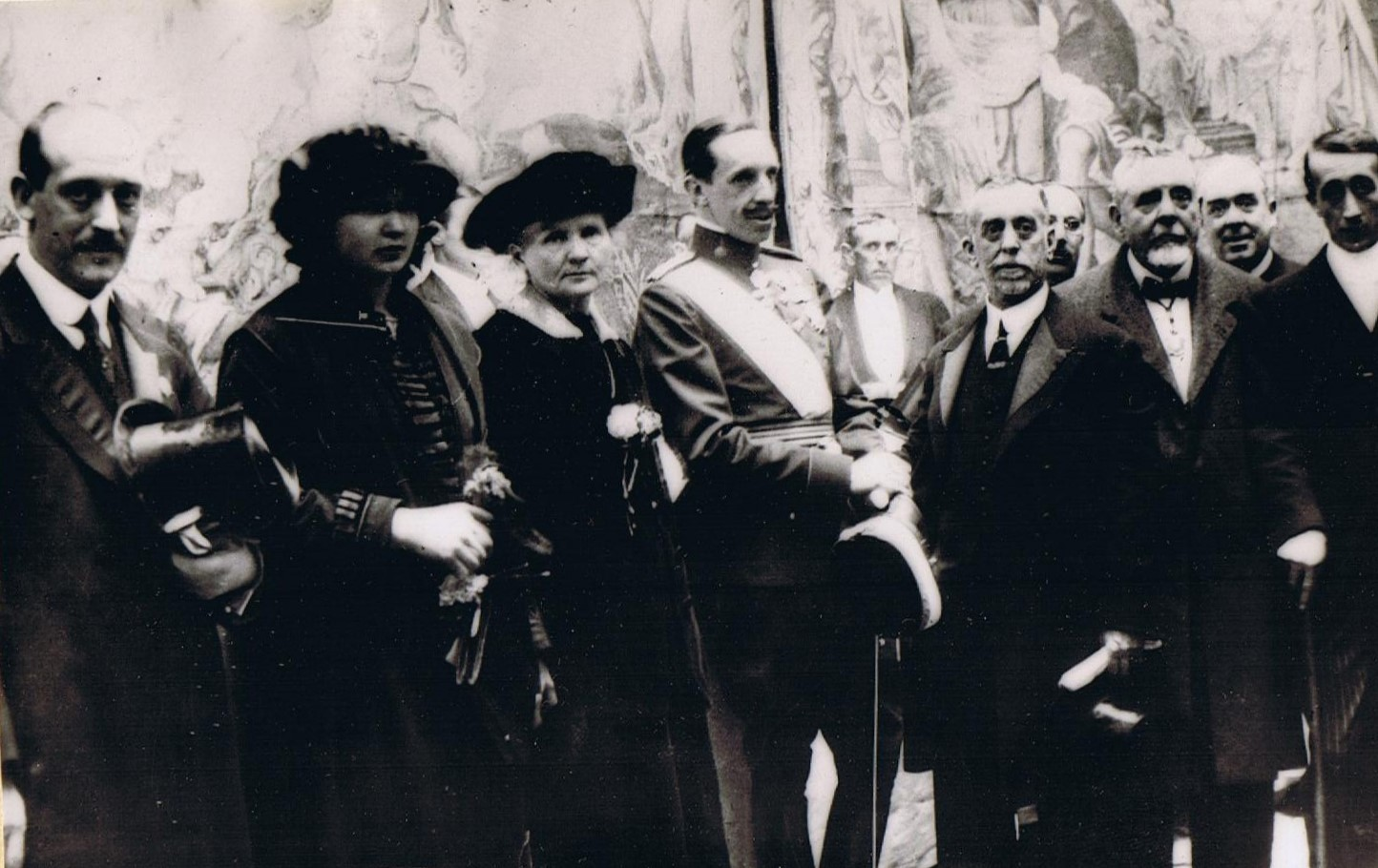
C.Calatayud amb Marie Curie durant el Primer Congrés Nacional de Medicina el 1919

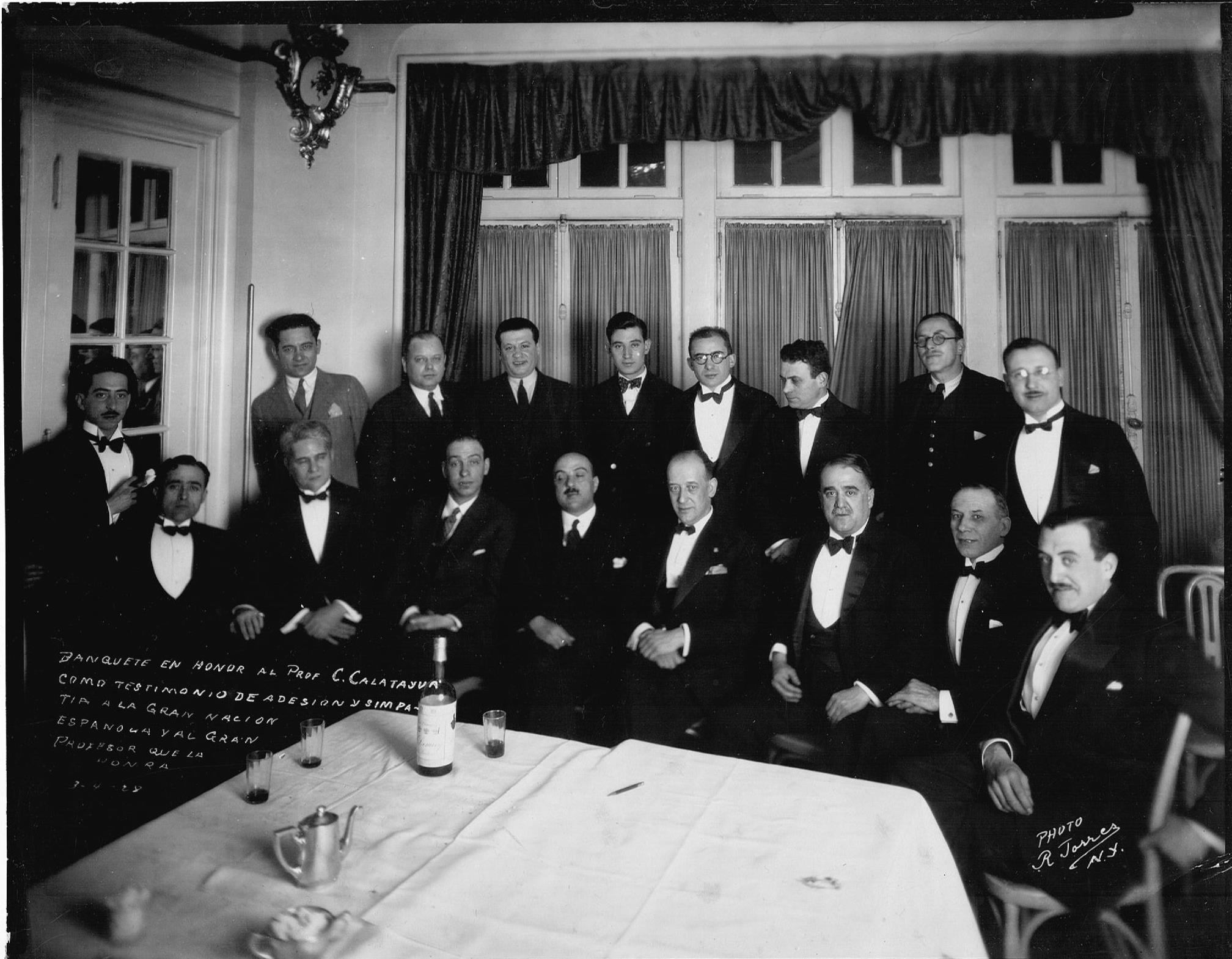
C.Calatayud homenatjat per l'American Medical Association en Nova York

## Biografia
Va néixer en Pedreguer el 29 d'octubre de 1880, i va morir en Madrid el 24 de gener de 1931. Casat, va tenir tres fills, dos dels quals van morir a primerenca edat.
La seva contribució a la medicina es va centrar en l'àmbit de la radiologia i electrologia, en les quals va ser un dels pioners a nivell europeu en la seva utilització tant amb caràcter diagnòstic com terapèutic.
Al febrer de 1917 va fundar la Societat Espanyola de Radiologia i Electrologia Mèdica, des d'on va advocar per la creació d'estudis específics d'aquesta especialitat tal com ja existien en altres països. Després d'impulsar la creació de la càtedra de Radiologia i Electrologia Mèdiques a la Universitat Central (Universitat Complutense de Madrid), va ser nomenat primer catedràtic de la mateixa al juliol de 1920, aconseguint així modificar la rígida estructura universitària.
Va idear i va impulsar el I Congrés Nacional de Medicina celebrat a Madrid l'any 1919, en el qual va ser ponent del tema La Radioactividad en Terapéutica i organitzador de les seccions de Radiologia i Electrologia.
Fundador de les publicacions Revista Espanyola d'Electrologia i Radiologia i Tribuna Mèdica. Entre les seves obres escrites destaquen la seva tesi doctoral La Roentgenoterapia dels fibromiomas uterins i el treball titulat Diatermia, que va marcar la introducció a Espanya d'aquesta tècnica, i la seva aplicació per primera vegada en terapèutica ginecològica, la qual cosa va suposar a més un avanç de gran repercussió internacional. Va publicar més de 30 treballs relatius a la radioteràpia i roentgenlogia, i més d'una vintena a l'electrologia, a més de traduir al castellà més de 60 treballs dels principals radiòlegs i electròlegs de l'època. Molts dels seus treballs van ser traduïts a altres idiomes i publicats en prestigioses publicacions internacionals.
Van ser nombrosos els reconeixements a la seva tasca que va rebre en aquella època, a nivell nacional i internacional: en 1928 va rebre un homenatge a l'hotel Ansonia de Nova York per la American Medical Association després d'una sèrie de conferències en les principals institucions científiques nord-americanes, com la Universitat de Colúmbia o el Pan American Hospital.
Va morir l'any 1931 a causa d'una malaltia respiratòria que tenia des de feia anys, complicada amb una grip. La seva primerenca mort, anterior a la Guerra Civil espanyola, és probablement una de les causes per les quals la memòria de Celedonio Calatayud s'ha perdut en certa manera, tot i haver estat un dels científics espanyols més influents de la primera meitat del segle xx.

## Cronologia
1894
- Comença els seus estudis de medicina en la Universitat de València, on estudia els quatre primers anys de la carrera.[2]

1900
- Viatja a París a l'exposició universal i rep a l'Hospital Sanpetiere lliçons sobre 'Electrodiagnòstic i Electroteràpia'.
- Viatja a Suïssa i Mònaco on aprèn de l'electròleg doctor Quimbail.

1901
- Llicenciat en Medicina i Cirurgia per la Universitat Complutense de Madrid. Finalitzats els seus estudis torna a França, Alemanya i Àustria on visita a diversos radiòlegs i fàbriques d'aparells electromèdics.

1902
- Instal·la a Dénia el seu Institut de Radiologia i Electrología Mèdiques.

1904
- Es trasllada a París, on va participar en els experiments de radioteràpia realitzats pel Doctor Daulos a l'Hospital Saint Antoine, en col·laboració amb Pierre i Marie Curie.
- Completa la seva formació en aquestes especialitats en els principals centres clínics de Radiologia i Electrología de Berlín, Múnic, i Viena.

1905
- Trasllada la seva residència i institut radiològic a València, on exerceix i desenvolupa les seves investigacions durant 10 anys.

1906
- Introdueix la radioteràpia a Espanya.

1910
- És nomenat Delegat a València del V Congrés Internacional d'Electrología i Radiologia mèdiques. En aquest congrés presenta el seu treball fonamental titulat Diatermia, que assenyala la introducció a Espanya d'aquest mètode, i la seva aplicació per primera vegada en terapèutica ginecològica, la qual cosa va suposar un avanç de gran repercussió internacional.

1912
- Funda la Revista Espanyola d'Electrología i Radiologia, òrgan oficial de la Reial Societat del seu nom, i única revista de l'època sobre el tema en llengua espanyola.

1914
- Al juny és, per nomenament del Ministeri d'Instrucció Pública, nomenat Delegat oficial d'Espanya al VII Congrés Internacional d'Electrologia i Radiologia mèdiques celebrat a Lió.
- El 3 d'octubre és nomenat professor auxiliar honorari encarregat del Servei d'Electricitat Mèdica de la Facultat de Medicina de la Universitat de València, per proposta de la Junta de Professors.

1915
- És nomenat, per Reial Ordre de 29 de Març, Radiòleg de l'Hospital Clínic de la Facultat de Medicina de València.
- Aquest mateix any trasllada la seva residència a Madrid, on funda i dirigeix un institut electro-metge amb els doctors Piga i Ferrán al carrer 'Marquès de Cubas'.

1917
- Es funda per impuls seu la Reial Societat Espanyola de Radiologia i Electrología Mèdiques de la qual, com a secretari, va llegir el discurs inaugural titulat Necessitat d'instituir a Espanya l'ensenyament d'Electricitat mèdica.
- Aquest any se separa dels doctors Piga i Ferrán i crea el seu propi institut radiològic al carrer 'Peligros' de Madrid.

1919
- En el mes d'Abril se celebra a Madrid, per impuls seu, l'I Congrés Nacional de Medicina, en el qual és ponent del tema La Radioactividad en Terapèutica i organitzador de les seccions de Radiologia i Electrología.

1920
- És nomenat primer catedràtic de la càtedra de Radiologia i Electrología Medicas a la Universitat Central (Universitat Complutense de Madrid), càtedra que ell mateix havia impulsat.

1922
- Trasllada el seu institut radiològic al número 5 del Carrer de Santa Engracia de Madrid.

1924
- Funda la revista de medicina Tribuna Mèdica Espanyola.

1927
- Participa a l'Havana representant a Espanya al Congrés Nacional de Medicina, al que acudeix amb Gregorio Marañón
- És nomenat diputat de l'Assemblea Nacional en l'apartat de Representants d'Activitats de la Vida Nacional.[3]

1928
- Realitza un viatge als Estats Units on dona una sèrie de conferències als principals centres científics, entre ells la Societat de radiologia, el 'Pan American Hospital' (institució de la qual va ser nomenat professor honorari) i la Universitat de Colúmbia.
- El 5 de Març, a l'Edifici Ansonia de Nova York rep un homenatge organitzat per la American Medical Association.

1931
- Mor a Madrid als 50 anys víctima d'una malaltia respiratòria.

## Altres àmbits
Celedonio Calatayud tenia una gran sensibilitat artística i musical i pel seu domini de la guitarra va ser un bon alumne i amic de Francesc Tàrrega amb qui va tindre ocasió de tocar a Paris en presència de l'ex-reina Isabel II.
Tárrega al seu pas per Dénia en 1904 va escriure l'adaptació per a guitarra d'un dels entreactes de Carmen de Bizet, deixant dedicat el manuscrit al Dr. Calatayud Costa.